# Улица Вахтанга Мосидзе
Улица Вахтанга Мосидзе (груз. ვახტანგ მოსიძეს ქუჩა) — короткая (100 м) улица в Тбилиси, в районе Мтацминда, от переулка Ниагвари до переулка Мтацминда.

## История
Современное название в честь грузинского советского врача Вахтанга Мосидзе (1928—1999).
До революции — часть Давыдовской площади, Давыдовская улица
В 1959 году на улице был установлен памятник Сулхану Саба Орбелиани.

## Достопримечательности

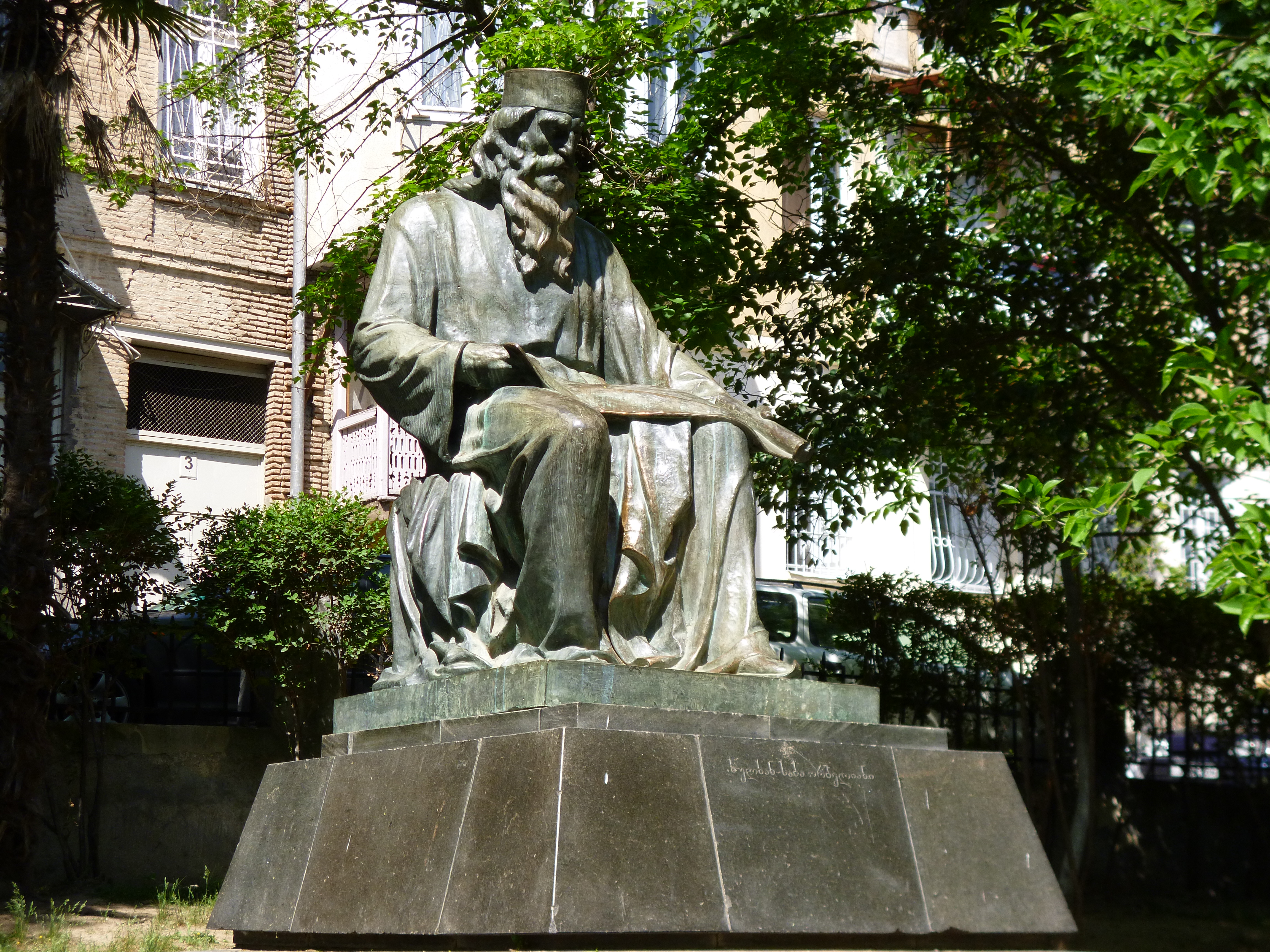
Памятник Сулхан-Сабе Орбелиани

Памятник классику грузинской литературы Сулхан-Саба Орбелиани (1658—1725).

## Известные жители

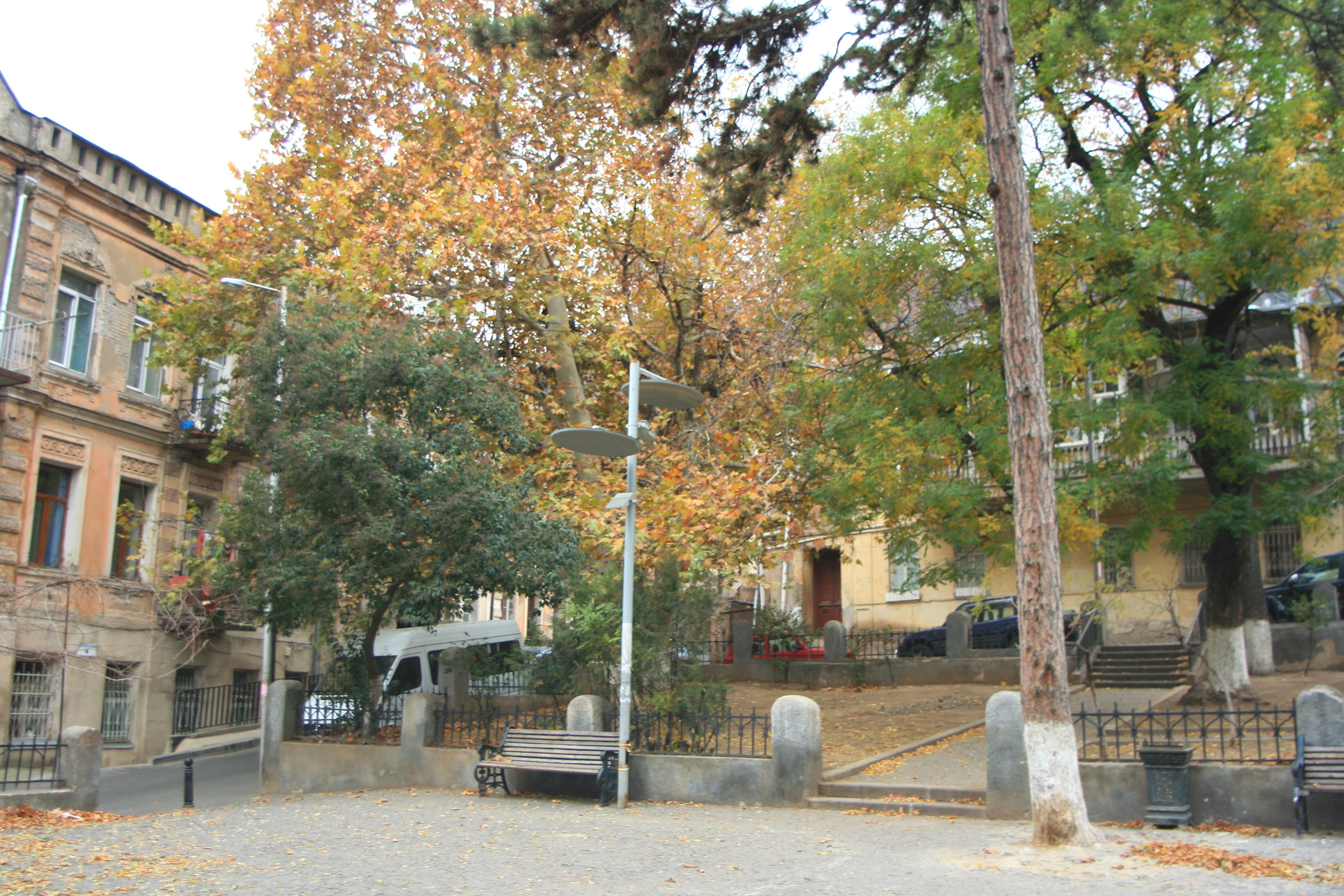
Дом, где жила Леся Украинка

д. 4 — Леся Украинка